# Acronia luzonica
Acronia luzonica är en skalbaggsart som beskrevs av Schultze 1934. Acronia luzonica ingår i släktet Acronia och familjen långhorningar.
Artens utbredningsområde är Filippinerna. Inga underarter finns listade i Catalogue of Life.